# محمد عبد الله العريان
محمد العريان (بالإنجليزية: Mohamed A. El-Erian)‏ (ولد في 19 أغسطس 1958) هو خبير اقتصادي مصري أمريكي شغل سابقا منصب المدير التنفيذي لبيمكو واستقال من منصبه في 21 يناير 2014.

## الحياة الشخصية
ولد محمد العريان من أم مصرية وهي السيدة نادية شكري، ابنة عم المهندس إبراهيم شكري رئيس حزب العمل الراحل، وأب مصري هو عبد الله العريان، الذي كان أستاذا للقانون ثم قاضيا في محكمة العدل الدولية. وعمه كان أحمد العريان، أستاذ هندسة المواد في كلية الهندسة، جامعة القاهرة. وهو متزوج من محامية. يعتبر محمد العريان خبيرا في مجال المال والاقتصاد، ألقى عدة محاضرات في أنحاء مختلفة من دول العالم.

## الدراسة
حصل على شهادة جامعية في الاقتصاد من جامعة كامبريدج، كما حصل على شهادتي الماجستير والدكتوراه في الاقتصاد من جامعة أكسفورد في المملكة المتحدة.

## المناصب
- شغل محمد العريان منصب الرئيس التنفيذي في مؤسسة بيمكو الاستثمارية العالمية، [4] التي تدير أصولا تزيد قيمتها على 1100 مليار دولار أمريكي، وذلك منذ عودته إليها في يناير 2008 بعد أن عمل لمدة عامين رئيسا تنفيذيا في وقف جامعة هارفارد الذي يتولى إدارة صندوق المنح الجامعية والحسابات التابعة لها. في خلال سنة مالية كاملة استطاع الصندوق أن يحقق عائدا نسبته 23 في المائة، هو الأعلى في تاريخ الجامعة.
- عمل محمد عبد الله العريان لمدة 15 عاما لدى صندوق النقد الدولي في واشنطن، قبل أن يتحول للعمل في القطاع الخاص، حيث عمل مديرا تنفيذيا في «سالمون سميث بارنى» التابعة لسيتى جروب في لندن، وفي عام 1999 انضم إلى مؤسسة بيمكو الاستثمارية العالمية.
- عمل في العديد من المجالس واللجان الاقتصادية والمالية والدولية، بما في ذلك وزارة الخزانة الأميركية، والمركز الدولي للبحوث، ومعهد بيترسون للاقتصاد الدولي. ويعمل باحثا في مؤسسة كارنيغي للسلام الدولي، وكامبريدج في الولايات المتحدة.[1]
- نشر العديد من الدراسات حول القضايا الاقتصادية والمالية العالمية.
- نال في عام 2008 جائزة عن كتابه «عندما تتصادم الأسواق».[5]

## قالو عنه
وصفته صحيفة نيويورك تايمز بـ الرجل الغامض عندما تولى إدارة الوقف الاستثماري لجامعة هارفارد، ويعرف الآن في الأوساط المالية العالمية بـ «حكيم وول ستريت»، بعد ادارته بيمكو ويقولون ان لا أحد باليونان لا يعرفه ويقال أن اقتصاد العالم يتأثر بتصريحاته وردود افعاله وهو مرجع لعدد كبير من المؤسسات المالية والصحف العالمية، والعديد من الدول.

## الجوائز
- صنف في المرتبة ال 11 ضمن قائمة «أقوى 500 شخصية عربية في سنة 2011»، أريبيان بزنس.[7]
- صنف في المرتبة ال 7 ضمن «100 شخصية عربية مؤثرة»، أريبيان بزنس، 2009.[8]
- حصل على جائزة «نوابغ العرب» في الاقتصاد عام 2023م.[9]

## حاليا
عينه الرئيس الأمريكي باراك أوباما رئيسا ل«مجلس الرئيس للتنمية العالمية» في ديسمبر 2012.

## مرشح برئاسة الوزراء في مصر
تردد اسم الدكتور محمد العريان، بقوة داخل أروقة الحزب، وتصدر الخبير الاقتصادي العالمي، الأسماء التي كانت مرشحة لتولي رئاسة الوزراء، خلفا للدكتور كمال الجنزوري المعين من المجلس العسكري، وكان من جملتهم الخبير الاقتصادي ومحافظ البنك المركزي الأسبق محمد أبو العنيين، والدكتور فارق العقدة محافظ البنك المركزي السابق، ووزير المالية الأسبق حازم البيلاوي، إضافة إلى الناشط السياسي الدكتور محمد البرادعي، إلا أن الرئيس محمد مرسي اختار الدكتور هشام قنديل وزير الري في حكومة الجنزوري، رئيسا للوزراء، وذلك بعد رفض محمد العريان المنصب في الوقت الذي تعاني فيه مصر من أزمة اقتصادية غير مسبوقة، وصفت بالكارثية، وتحتاج إلى رئيس حكومة لديه خبرة اقتصادية كبيرة لحل الأزمة الطاحنة، التي تمر بها البلاد منذ ثورة يناير.

## مؤلفات

غلاف ترجمة كتاب "عندما تتصادم الأسواق" لمحمد عبد الله العريان من طرف المترجم "حليم نصر" لـ"دار الكتاب العربي"

- مؤلف عندما تتصادم الأسواق (كتاب)

## وصلات خارجية
- محمد عبد الله العريان على موقع IMDb (الإنجليزية)
- (الشروق) تحاور محمد العريان حكيم وول ستريت المصري، الشروق، 17 يونيو 2010
- المصري الأهم والأكثر تأثيرا في العالم الدكتور محمد العريان، شبكة الأخبار العربية، 14 أبريل 2011
- المصري الأهم والأكثر تأثيرا في العالم تقرير واشنطن، 21 يونيو 2010
- محمد العريان.. خبير اقتصادي عربي ناجح بمواصفات عالمية!، القبس، 9 يناير 2010
- ماذا بعد بالنسبة لمحمد العريان بلومبيرغ بيزنسويك، 22 يناير 2014 (فيديو)
- الجزيرة نت مقالة للعريان بعنوان على أي شيء نراهن